# Pierre Barbotin
Pierre Barbotin (Nantes, 29 de junio de 1926 - Nantes, 16 de febrero de 2009) fue un ciclista francés que fue profesional entre 1948 y 1960. En su palmarés destaca la victoria al Critèrium Internacional de 1950, así como una victoria de etapa en la París-Niza y el Critèrium del Dauphiné Libéré.

## Palmarés
- 1949
  - 1º en el Gran Premio del Équipe
- 1950
  - 1º en el Critèrium Internacional
  - 1º en el Premier Elan Parisien
  - 1º en el Gran Premio de bicicletas Rochet
  - 1º en el Premio de Hennebont
- 1951
  - 1º en el Circuito del Indre
  - Vencedor de una etapa de la París-Niza
- 1954
  - Vencedor de una etapa del Tour del Sudeste
- 1955
  - 1º en la Etoile de Léon
  - 1º en el Premio de Pontivy
- 1956
  - Vencedor de una etapa del Critèrium del Dauphiné Libéré
- 1957
  - 1º en el Premio de Châteaugiron
- 1960
  - 1º en el Gran Premio de Nantes

### Resultados al Tour de Francia
- 1951. 6º de la clasificación general
- 1954. Abandona (5ª etapa)
- 1956. 46.º de la clasificación general
- 1957. Abandona (1ª etapa)